# Basílica menor del Señor de los Milagros (San Pedro de los Milagros)
La Basílica Menor del Señor de los Milagros es una basílica colombiana de culto católico, localizada en parque principal del municipio de San Pedro de los Milagros (Antioquia) y pertenece a la jurisdicción eclesiástica de la Diócesis de Santa Rosa de Osos. El templo está dedicado a Cristo Jesús bajo la advocación del Señor de los Milagros.
El templo es uno de los principales santuarios de peregrinaje de Antioquia, pues en su interior se encuentra la imagen del Señor de los Milagros, la cual es considerada milagrosa y los peregrinos viajan allí a cumplir con sus promesas. Además, la basílica está decorada con oro y plata; cuenta con obras artísticas, como los 25 cuadros de gran tamaño ubicados en los techos del templo; también está una réplica de la Pietà, de Miguel Ángel, que según los curadores de arte, es una de las mejores réplicas que existen de esta obra en Colombia.
Dada la majestuosidad del santuario y el constante peregrinar de los devotos fieles del Señor de los Milagros, el papa Juan Pablo II, le concede al templo el título litúrgico de Basílica Menor, el 17 de marzo de 1981.

## Historia
En 1870, monseñor José Joaquín Isaza, en representación del obispo titular de la diócesis de Medellín, monseñor Valerio Antonio Jiménez, realizó visita pastoral a San Pedro de los Milagros, en la que ordenó que se "procediera a la reedificación del templo, nombrando para el efecto una junta compuestas por personas notables de la parroquia, para que dirigiera los trabajos de la obra". Esta orden no se acató. En su siguiente visita, pero ahora como obispo titular, realizada en septiembre de 1874, dejó la siguiente orden:

"Art. 10 - Hemos tenido la pena de saber que no se le ha dado cumplimiento a las disposiciones de nuestro auto de visita anterior, relativas a la construcción del nuevo templo, y como el actual se encuentra cada día más deteriorado, prevenimos y ordenamos al señor Cura, bajo precepto de santa obediencia, que inmediatamente reúna la junta directiva de fábrica y de acuerdo con lo dispuesto en la Constitución 21, título XIX del Sínodo Diocesano, proceda a nombrar una Junta especial, compuesta del Cura y de tres vecinos honrados, para que ella corra con la dirección de la reedificación del templo, de acuerdo con lo prevenido en la Constitución citada. El acuerdo que dicte la Junta Directiva sobre este negocio deberá obtener la aprobación del Prelado, sin lo cual no puede llevarse a efecto...".

Ante lo ordenado, el párroco, presbítero Fermín de Hoyos, y su coadjutor, el Mariano de Jesús Euse Hoyos (sobrino del párroco titular y actualmente beato), que realizaba funciones ministeriales como cura excusador, se dieron a la tarea de establecer una junta para acatar los deseos del prelado. La "Junta de los trabajos del Templo" tomó oficialmente posesión de sus labores el 12 de octubre de 1874, y estaba conformada así: párroco Fermín De Hoyos, coadjutor y excusador padre Mariano de Jesús Euse, los laicos Eleuterio Restrepo, José Milagros Gómez y Vicente Uribe. Como secretario fue nombrado el Mariano Euse y como tesorero Jesús María Mejía, quien posteriormente fue reemplazado por Alejandro Espinal, luego por el Urbano Múnera.
Como primera decisión de la junta fue mandar hacer los planos. Para lo cual, encargaron al médico Manuel Uribe Ángel y al Eladio Jaime Jaramillo para que consiguieran un ingeniero adecuado. Escogieron a Ricardo Mariscal, quien fue asesorado por su colega Luciano Jaramillo. Este último se contratado para dirigir la construcción con salario de $2.60 diarios, libres de alimentación y hospedaje. Joaquín Pinillos, muerto en 1920, realizó las puertas, ventanas y cielorrasos, también, fue uno de los constructores que intervino en la obra.
Fue contratado como maestro oficial de obra Egidio Rincón con sueldo de $3.50, libres de alimentación y alojamiento. Rincón hacía poco tiempo había finalizado la construcción de la iglesia de Marinilla, contaba con mucha experiencia. La ayuda de los habitantes del pueblo fue excelente, no sólo con las donaciones en dinero y especies, también con su trabajo, realizando “convites”; se establecieron comisiones para conseguir recursos para la obra. Además, la construcción generó la solidaridad, no sólo de sampedreños, sino de muchos peregrinos de otros lugares que guardaban gratitud al Señor de los Milagros los que también contribuyeron con sus aportes.
Los párrocos que estuvieron al frente de la construcción fueron:
- 1874 Fermín de Hoyos y su coadjutor Mariano Euse Hoyos.
- 1875 José María Velilla, quien había sido párroco anteriormente, desde 1846 hasta 1862.
- 1877 Padre Miguel María Giraldo.
- 1879 Luis María Palacio.
- 1880 Pedro Baena y Manuel Antonio López de Mesa, más tarde obispo de Antioquia.
- 1882 Es nombrado nuevamente el Padre Luis María Palacio.
- 1887 Laureano López de Mesa.

Este último sacerdote merece especial atención, fue quien le dio gran impulso a la construcción del templo, aunque las reformas y la decoración se hicieron posteriormente. Finalmente la construcción del templo es terminada en 1895, veinte años después de su comienzo.
En 1896, la población de San Pedro, encabezada por su párroco el Laureano López de Mesa, cambió la cruz original en la cual llegó la imagen del Señor de los Milagros al pueblo, en el año de 1774. Para ello, el padre contactó a tres hermanos orfebres de la ciudad de Rionegro: Agapito, Carlos y Rafael Jaramillo, quienes, realizaron una nueva cruz decorada con metales y piedras preciosas. En ese mismo año (1896), José Milagros Gómez y familia, donaron el púlpito y el retablo que está encima del altar mayor, y que aloja la urna donde esta la venerada imagen.
En 1898, José María Díaz Tamayo, fundador del primer banco que se creó en Medellín, donó el reloj de la fachada principal del templo, como testimonio de gratitud al Señor de los Milagros, por el milagro que le hizo, curándolo de un cáncer en la boca, del cual los médicos decían que no era curable.
En febrero de 1921 fue nombrado párroco el sacerdote eudista, de nacionalidad francesa, Pedro Lacroix, bajo la dirección episcopal de monseñor Maximiliano Crespo. Más tarde en 1928, cuan al padre Lacroix se encontraba de vacaciones en Francia, su coadjutor, padre José María Antolinez, sacerdote eudista santandereano, convocó al pueblo sampedreño, les planteó la necesidad de mejorar la presentación del templo, cambiando los ladrillos por baldosas. La respuesta fue generosa, cada familia respondió al llamado, con una o varias baldoº padre Lacroix es quien consiguió los catorce cuadros artísticos en altorrelieve del viacrucis, importándolos desde Francia.

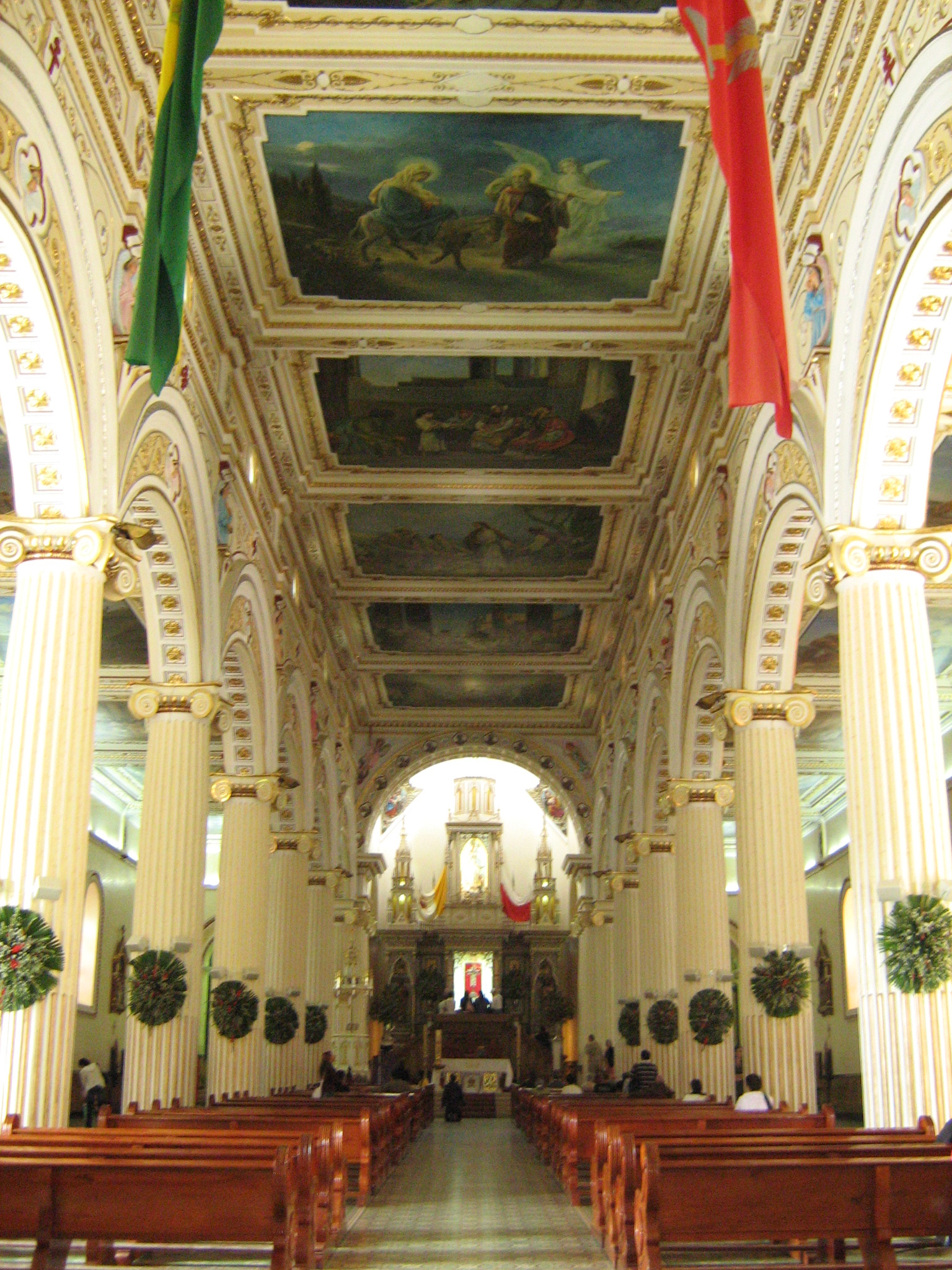
Nave Central, en el techo están los cuadros de gran formato del pintor catalán José Claro.

En 1937, el obispo de la diócesis de Santa Rosa de Osos, monseñor Miguel Ángel Builes, nombra como párroco al sampedreño Antonio María Peña Tobón, quien emprende una total remodelación del templo, en donde se modifican algunos aspectos fundamentales de su estructura. Para ello supo rodear de ingenieros, arquitectos y pintores de talla nacional e internacional, que fueron cambiando la apariencia del edificio. Se destacan: el arquitecto italiano Albano Germanetti (quien diseñó la iglesia de Bello), el pintor y escultor colombo-suizo Mauricio Ramelli y el pintor catalán José Claro. Este último, fue encargado para la elaboración de siete cuadros de gran formato sobre a la vida de Jesús y que decoran la nave central. También son obra suya los doce pequeños altorrelieves ubicados en el arco toral que representan los apóstoles.
Entre las intervenciones esta, la remodelación de la cúpula y la elaboración del arco toral, bajo la dirección de Germanetti, quien se asesoró Ramelli y que se buscaba la vista total del altar. Otra iniciativa de importancia, fue la colocación de planchas de cemento para instalar las obras Claro, y los muros aledaños a dichas planchas fueron decorados, desmontando las tribunas de madera, cambiándolas por ángeles en altorrelieve, diseñados por Germanetti y Ramelli. Los ángeles sostienen símbolos que representan las virtudes teologales y cardinales, elementos de la pasión de Cristo, los dones y los frutos del Espíritu Santo. Ramelli intervino las columnas que sostienen los techos, las cuales eran de fuste liso, las volvió de forma estriada y coronándolas con capiteles jónicos. Recomendó además recubrir con laminilla de oro y plata, algunos motivos en altorrelieve. Este trabajo fue encargado a Gustavo Bohórquez. También, se le debe al padre Peña, la intervención del coro (antes entablado), dándole solidez con una losa de hierro y cemento.

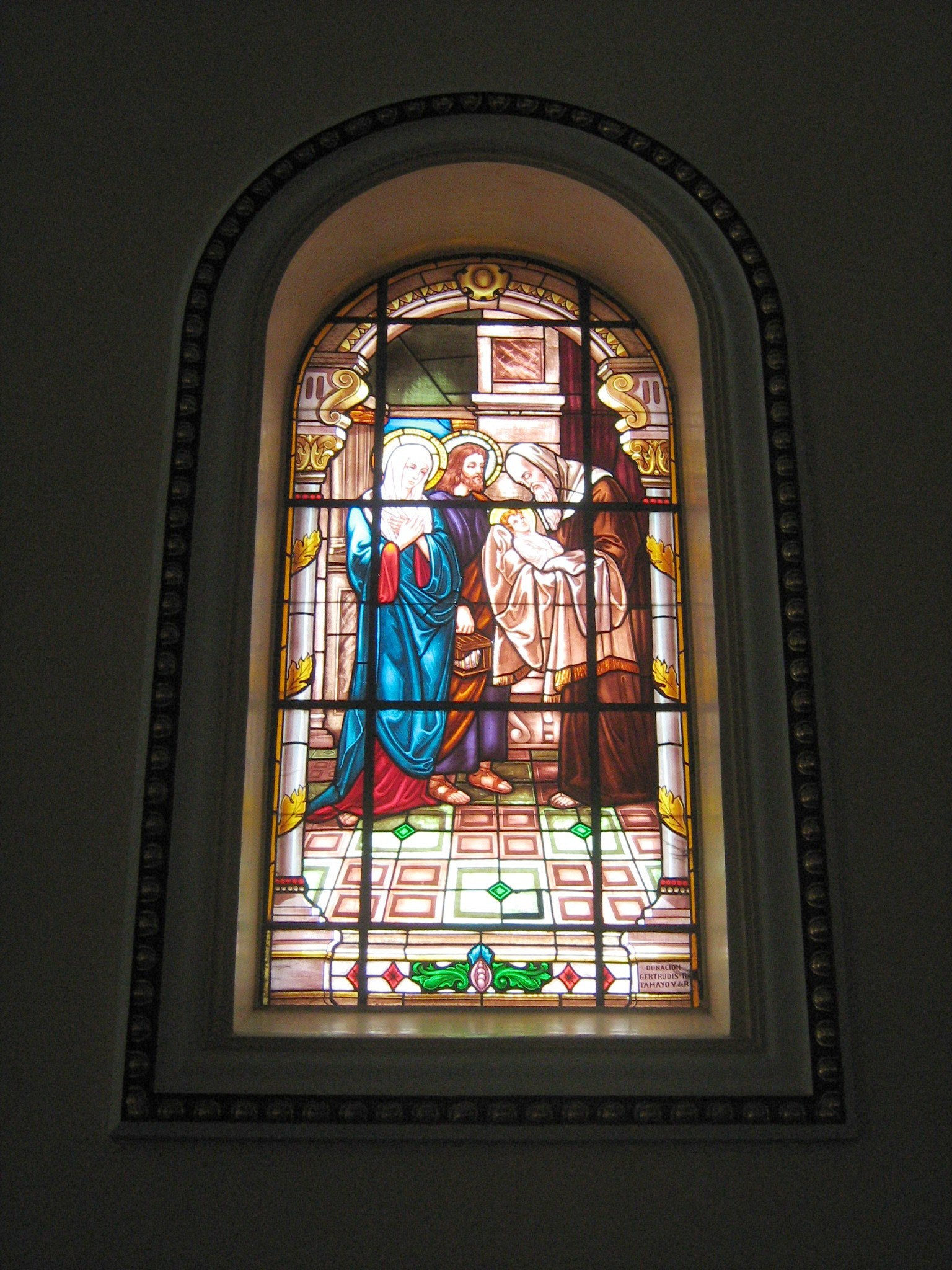
Uno de los vitrales de la basílica, obra del artista español Juan Arco.

En 1954 llegó como párroco, el presbítero Roberto Arroyave Vélez, a quien le correspondió la consecución de los vitrales, obra del artista español Juan Arco, que representan pasajes bíblicos de la vida de Jesucristo. Además, continuó con la decoración en oro en el templo, se colocó laminilla de oro en la losa del coro, en los techos del antiguo bautisterio y en el mausoleo donde reposan los restos de la mayoría de los párrocos que han servido a la población. El mausoleo fue obra del presbítero Horacio Medina Restrepo. 
En 1968, llega como nuevo párroco, monseñor Luis Carlos Jaramillo (quien estuvo 25 años al frente de la parroquia). Él construyó las dos capillas al fondo de las naves laterales, cerca del altar mayor, una para el Santísimo, otra para la Pietà, reproducción en mármol de la imagen de Miguel Ángel, localizada en la basílica de San Pedro de la Ciudad del Vaticano. Esta réplica fue traída al pueblo en 1949 por el padre Leonardo Lopera Montano, sobrino del sacerdote sampedreño Leónidas Lopera, quien en cumplimiento de una promesa donó la reproducción al templo. También, durante el curato del padre Jaramillo, se inauguraron el ambón, la sede del celebrante y el artístico altar mayor, todos realizados en mármol. Además, le correspondió, en 1970, terminar de desmontar el pináculo central de la fachada principal que había sido severamente afectado por un sismo.
Dada la majestuosidad que alcanzó el templo y el constante peregrinar de los devotos fieles del Señor de los Milagros y, después de la iniciativa del padre Jaramillo y de la petición oficial realizada por monseñor Joaquín García Ordóñez, Obispo de Santa Rosa de Osos; lograron que el 17 de marzo de 1981, el papa Juan Pablo II, le concediera al templo el título litúrgico de Basílica Menor. El 14 de septiembre del mismo año, fue la solemne consagración que contó con la presencia del Cardenal Aníbal Muñoz Duque, el Nuncio Apostólico Monseñor Angelo Acerbi, el Obispo diocesano, varios arzobispos y obispos, gran número de sacerdotes y de fieles.
A monseñor Jaramillo lo sucedió como párroco y rector de la Basílica el presbítero Horacio Medina Restrepo. Mandó a reparar los desperfectos ocurridos por del sismo de 1992 e hizo construir el Mausoleo para los restos de los sacerdotes que han servido o que han sido oriundos de la parroquia.
En enero de 1996, llegó como nuevo párroco el Erasmo Arango Vélez, a quien se le debe el diseño y reconstrucción del atrio, proporcionándole más amplitud e integrándolo al conjunto de la casa cural y a la Normal de Señoritas. Igualmente, se le debe a este levita la recuperación del púlpito, que se encontraba en la Capilla del Carmen o del Cementerio, el cual fue trasladado a la Basílica, lugar donde pertenecía, haciendo juego con el estilo del retablo mayor. Además, otras obras realizadas durante su curato fueron la sala de velación, en un sitio lindante con el templo, y el artístico sagrario en plata labrada.
Monseñor Javier Acevedo Vásquez regresó a su lugar el comulgatorio (barandilla), que había sido suprimido durante el curato de monseñor Luis Carlos, como párroco, quien había acatado algunas disposiciones del Concilio Vaticano II.
El 2 de enero de 2003, se posesionó como nuevo párroco el presbítero Mario de Jesús Álvarez Gómez, quien emprende un proceso restauración del templo. El lunes 27 de octubre de ese mismo año, comienza un delicado proceso de reforzamiento estructural de la fachada principal con columnas y pilotes, eliminando fallas internas que no se habían detectado antes. Entre otros problemas se hallaron aguas subterráneas que ponían en riesgo la estabilidad, siendo necesario canalizarlas. También, se reconstruyó el pináculo central que había sido suprimido en 1970. La obra se inauguró solemnemente el 5 de noviembre del año 2004.

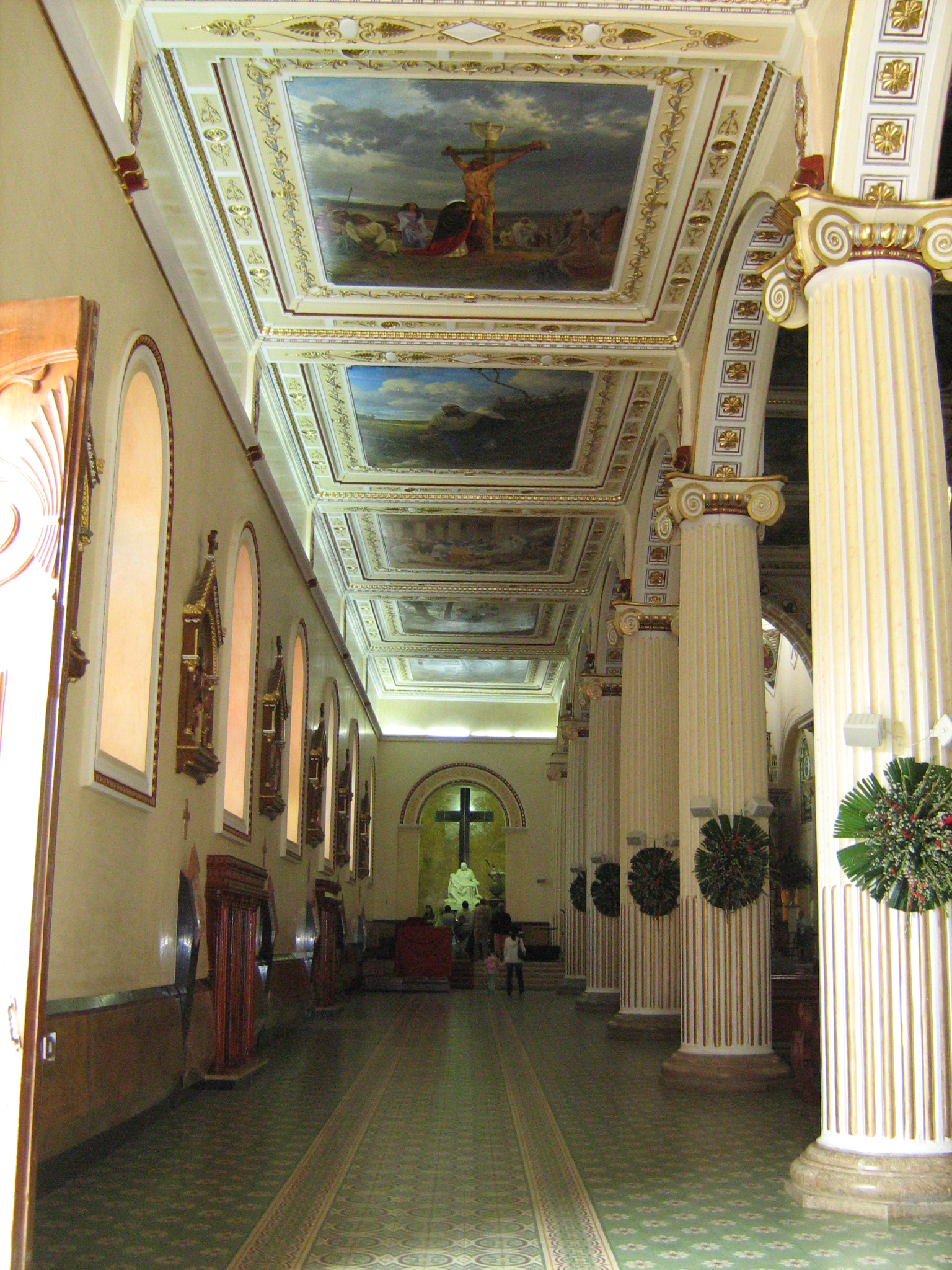
Nave lateral izquierda, nótese en el techo los cuadros del maestro Juan Múnera Ochoa.

Con motivo de las bodas de plata del título litúrgico de Basílica Menor, el Álvarez Gómez comienza una serie de intervenciones y preparativos. En el 2003 el padre Álvarez Gómez firmó dos importantes contratos; uno de ellos, con el escultor sampedreño, Alberto Gil Tamayo, para elaborar los cuatro Evangelistas en altorrelieve, para instalarlos en las pechinas que soportan la cúpula que está sobre el altar mayor. Con el maestro sampedreño Juan Muñera Ochoa, inicialmente firmó, un contrato para realizar catorce cuadros de gran formato, para ser instalados en los techos de las naves laterales, cada uno de 12 metros cuadrados, serie llamada "La Historia de la Salvación", que representa pasajes bíblicos del Antiguo y Nuevo Testamento. Después, en el 2006 se firmó otro contrato con el maestro Muñera, para hacer otros cinco cuadros de gran formato: para la capilla del Santísimo, el motivo es Cristo Eucaristía; para la capilla de la Pietà, el tema es la Asunción y Coronación de María Santísima, y en los techos contiguos a los tres accesos de la fachada principal, se instalaron los cuadros llamados La Resurrección de Cristo, La Última Cena, La Oración en el Huerto, y un cuadro más pequeño que representa el Cordero de Dios, ubicado cerca de la puerta principal, es obra del pintor santarrosano Salvador Arango Sánchez.
A estas obras continuaron otras. Mandó a construir de nuevo los arcos, que en épocas pasadas estaban a cada lado del altar mayor, al igual que el vitral de la capilla de la Pietà. Este último lugar y la capilla del Santísimo fueron decorados sobriamente, guardando la armonía estética con el resto del conjunto. Contiguo, se construyó el "Penitenciario", (obra del arquitecto Víctor Alfonso Restrepo Álvarez), recinto donde los feligreses pueden ofrecer sus luces, y hallar un sitio personal para la oración y la reflexión.
Al pie del retablo donde está la imagen del Señor de los Milagros, fue ubicada una artística plataforma en madera, que armoniza con el retablo, tallada por el ebanista sanjeronimeño Martín Gómez Agudelo, y permite que los devotos puedan contemplar de cerca la imagen. El 31 de diciembre del 2005, el Cristo estrenó una artística anda de madera, tallada con símbolos que representan la perfección de Dios en el seno de la Trinidad, obra del mismo ebanista. 
Además, el Álvarez Gómez consiguió el órgano del Juniorato, había sido importado de Francia por los padres eudistas en 1915. También este levita modificó el pavimento del presbiterio, cambiando las baldosas por placas de mármol, e igualmente recubrió con dicho material el zócalo del templo.
El 2006 fue de gran actividad en el templo con motivo de las Bodas de Plata. El evento debía festejarse el 14 de septiembre de ese mismo año, sin embargo, la conmemoración se aplazó parº que no se finalizaron las obras planeadas para esa fecha: instalación de pisos de mármol en el presbiterio, revestimiento de los zócalos y la base de la Pietà con igual material; en la capilla del Santísimo se construyeron candelabros y en la capilla de la Pietà se adosó al muro una imponente cruz, ambos de mármol; se mandaron a reparar las bancas y a fabricar unas nuevas. También, se retocó en oro y  plata todo el templo, trabajo que estuvo a cargo del decorador Fabio Albeiro Muñoz Yarce.
Entre el 2007 y 2008, el padre Álvarez continuó con más obras de embellecimiento: se mandaron a elaborar nuevos vitrales a la casa "Arcos, Vitrales Artísticos"; los confesionarios fueron remodelados, la apariencia exterior trata de imitar las columnas del templo, los vitrales sugieren recogimiento: dos fueron diseñados en forma de sala, de tal forma que el feligrés, si así lo quiere, se encuentra cara a cara con el sacerdote. Los otros dos, aunque tienen el aspecto externo de los anteriores, conservan en el interior la estructura de los confesionarios tradicionales.
El viejo púlpito, que se encontraba subutilizado, fue restaurado siguiendo el modelo del retablo mayor, con laminillas de oro y plata. Las lecturas de la Palabra se realizan desde ese lugar. También las 14 estaciones del viacrucis fueron restauradas, las aureolas de los santos fueron revestidas con laminillas de oro. Además, Marta Isabel Isaza, quien había realizado la restauración de los cuadros coloniales de la parroquia, hizo lo mismo con los siete cuadros realizados por José Claro, en la nave central. Algunos de ellos estaban deteriorados por la humedad generada por las filtraciones del techo.
El presbítero Mario Álvarez Gómez no sólo intervino en la basílica, también realizó trabajos en la casa cural, adecuándola para el servicio de la comunidad. El museo de arte religioso alberga objetos coloniales, además orfebrería de gran valor; el salón-teatro parroquial está enfocado para actos culturales y comunales; en el contorno de la casa cural se establecieron oficinas y consultorios para atención de los más pobres y desamparados. Finalmente, acondicionó un lugar como oratorio para la oración y recogimiento de los clérigos.